# Süßkofen
Süßkofen ist ein Ortsteil der Gemeinde Mengkofen im niederbayerischen Landkreis Dingolfing-Landau. Bis 1978  bildete es eine selbstständige Gemeinde.

## Lage
Das typische niederbayerische Straßendorf Süßkofen liegt im Donau-Isar-Hügelland an der Aiterach etwa vier Kilometer westlich von Mengkofen.

## Geschichte
Zwischen 863 und 885 gab ein Morenzo mit Erlaubnis Bischof Ambrichos Gut von Kloster St. Emmeram zu Ottending dem edlen Wolfram zu eigen, wogegen dieser Grundbesitz zu Süßkofen an St. Emmeram überließ.
Die Gemeinde Süßkofen gehörte zum Landgericht Pfaffenberg, das 1840 in Landgericht Mallersdorf umbenannt wurde. Nach Errichtung der Bezirksämter war sie Teil des Bezirks und schließlich des Landkreises Mallersdorf. Sie bestand aus den 17 Gemeindeteilen Süßkofen, Altendorf, Birket, Eck, Großlug, Hagenau, Hammelhof, Hinflucht, Kleinlug, Oberallmannsbach, Obersteinbach, Pramersbuch, Rasch, Rumplmühl, Unterallmannsbach, Untersteinbach und Vogelsang. Der bedeutendste Ort der Gemeinde war Hagenau, wo sich die Kirche St. Leonhard befindet. Neben der Schule war dort auch die Gemeindeverwaltung untergebracht.
Mit Wirkung zum 1. Januar 1970 wurden bei der  Auflösung der Gemeinde Asbach im Zuge der Gebietsreform in Bayern deren Gemeindeteile Furth, Ginhart, Heinzleck und Rauheck in die Gemeinde Süßkofen umgegliedert. Zum 1. Juli 1972 wurde die Gemeinde im Zuge der Auflösung des Landkreises Mallersdorf in den Landkreis Dingolfing-Landau umgegliedert. Am 1. Mai 1978 wurde die Gemeinde Süßkofen nach Mengkofen eingemeindet. Heute beherbergt das landwirtschaftlich geprägte Süßkofen auch einige gewerbliche Betriebe.

## Sehenswürdigkeiten
- Kapelle St. Maria. Der Satteldachbau mit halbrundem Abschluss stammt aus dem zweiten Viertel des 19. Jahrhunderts.

## Vereine
- Freiwillige Feuerwehr Süßkofen
- Landfrauengruppe Süßkofen